# كيكو تيرادا
كيكو تيرادا (باليابانية: 寺田恵子؛ بالكانا: てらだ けいこ) هي مغنية ومغنية مؤلفة يابانية، ولدت في 27 يوليو 1963 في فوناباشي في اليابان.

## وصلات خارجية
- الموقع الرسمي
- كيكو تيرادا على موقع ميوزك برينز (الإنجليزية)
- كيكو تيرادا على موقع ديسكوغز (الإنجليزية)
- كيكو تيرادا على موقع ANN person (الإنجليزية)